# Scomberomorus sinensis
Scomberomorus sinensis es una especie de peces de la familia Scombridae en el orden de los Perciformes.

## Morfología
• Los machos pueden llegar alcanzar los 218 cm de longitud total y los 80 kg de peso.

## Distribución geográfica
Se encuentra desde el Mar del Japón, el Mar Amarillo y China hasta el Vietnam y Camboya (es capaz de penetrar 300 km arriba del río Mekong ).